# Макаренко, Иван Алексеевич
Ива́н Алексе́евич Мака́ренко (27 марта 1900 года, дер. Васино, Рославльский уезд, Смоленская губерния — 20 января 1968 года, Москва) — советский военный деятель, генерал-лейтенант (18 февраля 1958 года).

## Начальная биография
Иван Алексеевич Макаренко родился 27 марта 1900 года в деревне Васино Рославльского уезда Смоленской губернии.

## Военная служба

### Гражданская война
В апреле 1918 года призван в ряды РККА и направлен в 21-й отдельный Рославльский полк, в составе которого вскоре назначен на должность помощника командира взвода. Принимал участие в боевых действиях против войск под командованием А. И. Деникина, Н. И. Махно, Григорьева, Заболотного, Пушкаря и других.
В сентябре 1919 года был ранен и после выздоровления в декабре того же года направлен на учёбу на 2-е Московские пехотные курсы, после окончания которых в июле 1920 года направлен в 24-ю стрелковую дивизию, где служил на должностях командира роты в 4-м запасном, а затем — в 213-м стрелковом полках. В ходе советско-польской войны принимал участие в боевых действиях в районе городов Мозырь, Луцк, Сокаль, а с конца 1920 года — в боях против войск под командованием С. В. Петлюры и С. Н. Булак-Балаховича.

### Межвоенное время
В ноябре 1921 года И. А. Макаренко направлен на учёбу в Киевскую высшую объединённую военную школу, после окончания которой в июле 1923 года вернулся в 24-ю стрелковую дивизию, в составе которой служил на должностях командира роты 71-го стрелкового полка и начальника полковой школы 72-го стрелкового полка. В декабре 1928 года направлен на учёбу на курсы «Выстрел», после окончания которых в августе 1929 года вернулся 72-й стрелковый полк, где был назначен на должность командира батальона, в апреле 1931 года — на должность начальника штаба 70-го стрелкового полка (24-я стрелковая дивизия), исполнял должность командира которого в течение девяти месяцев.
В апреле 1934 года направлен на учёбу в Военную академию имени М. В. Фрунзе, после окончания которой в ноябре 1936 года назначен на должность начальника штаба 12-й стрелковой дивизии (ОКДВА), а в феврале 1938 года — на должность командира Сахалинской стрелковой дивизии, которая в январе 1939 года была преобразована в 79-ю стрелковую. Дислоцировалась на северной части Сахалина.

### Великая Отечественная война
С началом войны находился на прежней должности.
22 апреля 1942 года назначен на должность командира 12-й стрелковой дивизии (2-я Краснознамённая армия), дислоцированной в Благовещенске, а 26 мая — на должность командира 205-й стрелковой дивизии, которая в июле была передислоцирована из Хабаровска в район Сталинграда, где была включена в состав 4-й танковой армии, после чего принимала участие в боевых действиях в районе Верхне-Бузиновки у Калача-на-Дону, где 10 августа попала в окружение, где понесла тяжёлые потери и к 30 августа была расформирована.
24 августа 1942 года назначен на должность командира 321-й стрелковой дивизии, которая вела оборонительные действия в районе хутора Мелоклетский, а с ноября принимала участие в Сталинградской и Ворошиловградской наступательных операций, в результате чего вышла к реке Миус, где и заняла оборону. 19 марта 1943 года дивизия была преобразована в 82-ю гвардейскую стрелковую дивизию. Вскоре дивизия под командованием генерал-майора И. А. Макаренко принимала участие в боевых действиях в ходе Изюм-Барвенковской, Донбасской, Запорожской наступательных операций, Битвы за Днепр, Никопольско-Криворожской, Березнеговато-Снигирёвской и Одесской наступательных операций.
В апреле 1944 года направлен на учёбу на ускоренный курс Высшей военной академии имени К. Е. Ворошилова, после окончания которого 30 января 1945 года назначен на должность командира 100-й гвардейской стрелковой дивизии, которая к этому моменту была передислоцирована из Калинина в район города Кечкемет и вскоре приняла участие в боевых действиях в ходе Балатонской оборонительной и Венской наступательных операций и непосредственно в освобождении г. Вена, и затем — в Пражской наступательной операции.

### Послевоенная карьера
После окончания войны генерал-майор И. А. Макаренко находился на прежней должности.
В марте 1946 года назначен на должность заместителя командира 39-го гвардейского стрелкового корпуса (Киевский военный округ), в мае того же года — на должность начальника 2-го отдела Управления боевой подготовки стрелковых войск, в июле 1948 года — на должность старшего инспектора Инспекторской группы заместителя Главкома Сухопутными войсками по боевой подготовке.
В августе 1950 года направлен в Группу советских войск в Германии, где назначен на должность заместителя командира 9-го стрелкового корпуса, в июле 1951 года — на должность помощника командующего 2-й гвардейской механизированной армией, а в декабре 1953 года переведён в Прикарпатский военный округ с назначением на должность помощника командующего 13-й армией.
В сентябре 1954 года освобождён от занимаемой должности, после чего находился в распоряжении Главного управления кадров Министерства обороны СССР и в апреле 1955 года назначен на должность заместителя командующего оперативной группой в Арктике по сухопутным войскам, а в ноябре 1956 года — на должность 1-го заместителя командующего 6-й армией (Северный военный округ).
Генерал-лейтенант Иван Алексеевич Макаренко в октябре 1958 года вышел в запас. Умер 20 января 1968 года в Москве.

## Воинские звания
- майор
- полковник (1938)
- Комбриг (31 января 1939 года);
- Генерал-майор (4 июня 1940 года);
- Генерал-лейтенант (18 февраля 1958 года).

## Награды
- Орден Ленина (23.02.1945);
- Четыре ордена Красного Знамени (22.02.1938, 24.05.1943, 03.11.1944, 24.06.1948);
- Орден Суворова 2 степени (26.10.1943);
- Орден Кутузова 2 степени (28.04.1945);
- Медали;
- Два иностранных ордена.